# Gore (Etiopía)
Gore es una ciudad del sudoeste de Etiopía. Situada al sur de Metu, en la zona denominada Illubabor, en la región de Oromía, esta ciudad tiene una latitud y longitud de 8°9′N 35°31′E / 8.150, 35.517 y una elevación de 2085 metros.
Gore es conocida por su miel. El mapa de C.W. Gwynn de 1908-1909 del sur de Etiopía muestra que Gore tenía una estación de telégrafo. Durante la década de 1960, las plantaciones experimentales de té se extendieron alrededor de Gore y varias de ellas prosperaron. La plantación de Gummaro, cerca de Gore, de 800 hectáreas, es la plantación de té más grande de Etiopía. La ciudad está comunicada por el aeropuerto de Gore.

## Historia
Gore fue fundada en el siglo XIX alrededor del palacio de Ras Tessema Nadew. El explorador ruso Alexander Bulatovich se detuvo allí el 21 de noviembre de 1896, esperando conocer a Ras Tessema, que permanecía en ese momento fuera, de campaña contra el Mocha; Ras Tessema no había regresado cuando Bulatovich se fue el 31 de diciembre. Con la creciente prosperidad de la ciudad portuaria de Gambela, y el crecimiento de la ruta del río Baro a Sudán, Gore también prosperó, teniendo dos días de mercado a la semana. Richard Pankhurst describe que la ciudad anterior a la Primera Guerra Mundial tenía intereses en cinco puntos comerciales extranjeros: "dos griegos, uno sirio, uno británico y otro alemán", dedicados a la exportación de café, cera y, en menor medida, pieles de animales, y la importación de tela de algodón, sal y otros productos manufacturados. El aceite denominado civet o algalia también era una exportación significativa en ese momento. Pankhurst señaló que Ras Tessema exportaba 42 kilos en 1910.
El 9 de julio de 1927, los ciudadanos griegos T. Zewos y A. Donalis se adjudicaron un contrato para unir por carretera la ciudad de Gore con Gambela, una distancia de 180 kilómetros. Sin embargo, el camino de Jimma a Gore aún no estaba construido en 1935. Un viaje a Addis Abeba llevaba más de 20 días para las mulas de carga y de 14 a 15 días para las mulas. El transporte por correo desde Gore a la capital partió todos los lunes a las 17:00 horas, mientras que la línea telefónica del gobierno se utilizó también como conexión telegráfica.
Más tarde, Ras Imru Haile Selassie intentó usar a Gore como su base para resistir frente a las fuerzas italianas ocupantes, pero la hostilidad del lugareño Welega Oromo lo forzó a mudarse de la ciudad a fines de octubre de 1936. El 26 de noviembre de 1936, la 1ª Brigada de Eritrea italiana ocupó la ciudad.
Después de la Segunda Guerra Mundial, Gore sirvió como capital de la provincia de Illubabor, hasta 1978 cuando Metu se convirtió en la capital.

## Datos demográficos
Según la Agencia Central de Estadística de Etiopía, en 2005 Gore tiene una población total estimada de 12.708 habitantes, de los que 6.125 eran hombres y 6.583, mujeres. El censo de 1994 de esta ciudad arrojó una población total de 7.114 habitantes, de los que 3.322 era hombres y 3.792 eran mujeres. Es el poblamiento más grande en el área o woreda de Ale.